# Guillaume Colletet
Guillaume Colletet (París, 12 de marzo de 1598-ibidem 11 de febrero de 1659) es un poeta y ensayista francés. Perteneció al grupo literario de los Ilustres Bergers, y fue de los primeros miembros de la Academia francesa. Fue padre de François Colletet.

## Biografía
Gozó de la reputación en su tiempo, así como del amparo de varios grandes personajes, entre otros el del cardenal Richelieu, que fue a veces su colaborador y que dio una vez 600 libros por 6 malos versos. Fue uno de los primeros miembros de la Academia francesa. Se casó sucesivamente con tres de sus servidoras; su incontinencia lo redujo a la miseria.
Entre sus obras, destacan: 
1. las poesías (tragedias, pastorales, etc.), entre las cuales se remarca el Banquete de los poetas, 1646, y de numerosas épigrammes ;
2. los tratados sobre la poesía moral, el soneto o la égloga, reunidos bajo el título Del Arte poético, 1658 ;
3. las traducciones, entre otras, aquellas de las Cortezas de la Virgen, de Jacopo Sannazaro, y de Scévole de Santa-Marthe.

Muy amante de su esposa, Claudine Le Nain, a la que quiso hacer pasar por poetisa y para la que compuso algunos escritos firmados por ella. Sintiéndose morir, escribió una última carta de renuncia a sus escritos por la muerte de su esposa. Nadie cayó en la trampa, y menos que nadie el escritor Jean de La Fontaine, que hizo un epigrama sobre el tema.
En su juventud, había formado parte del grupo de jóvenes poetas libertinos que rodeaban a Théophile de Viau ; es el autor del sizain ubicado en cabeza de la selección de Parnaso satyrique y que desvelaba el contenido :
Tout y chevauche, tout y fout,
L'on fout en ce livre par tout,
Afin que le lecteur n'en doute ;
Les odes foutent les sonnets,
Les lignes foutent les feuillets,
Les lettres mêmes s'entrefoutent !

## Obras
- Diversiones ;
- El Banquete de los Poetas (1646) ;
- Épigramme (1653) ;
- Historia de los poetas franceses.

### Textos en línea
Numerosos, como :
- Cyminde (1642), tragicomedia.
- El arte poético (1658)
- El placer de los campos (éd. 1869)

## Fuente parcial
- Kilien Stengel, Poetas del vino, poetas divinos, préface de Jean-Robert Pitte, París, colección escritura, Ediciones del Archipiélago 2012, 280p.

Marie-Nicolas Bouillet  y Alexis Chassang (dir.), « Guillaume Colletet » en Diccionario universal de historia y de geografía, 1878 (universel d’histoire et de géographie Bouillet Chassang Wikisource)

## Vínculos internos
- Literatura francesa : Edad Media - siglo XVI – siglo XVII - siglo XVII - siglo XIX - siglo XX - siglo XXI